# Themus burmensis
Themus burmensis es una especie de coleóptero de la familia Cantharidae.

## Distribución geográfica
Habita en     Birmania.